# 2. Tennis-Bundesliga (Damen) 2017
Die 2. Tennis-Bundesliga der Damen wurde 2017 zum 19. Mal ausgetragen.
Die Spiele fanden im Zeitraum vom 14. Mai bis 11. Juni 2017 statt.
Am Ende der Saison erspielten sich die Mannschaften des DTV Hannover sowie des BASF TC Ludwigshafen den Aufstieg in die 1. Bundesliga. Der THC von Horn und Hamm und die Zehlendorfer Wespen in der Nordstaffel sowie der TC GW Luitpoldpark München und der TC Weiß-Blau Würzburg in der Südstaffel stiegen ab.

## Spieltage und Mannschaften
| Spieltage                                  |
| ------------------------------------------ |
| 1. Spieltag: So., 14. Mai 2017, 11:00 Uhr  |
| 2. Spieltag: So., 21. Mai 2017, 11:00 Uhr  |
| 3. Spieltag: Do., 25. Mai 2017, 12:00 Uhr  |
| 4. Spieltag: So., 28. Mai 2017, 11:00 Uhr  |
| 5. Spieltag: Sa., 3. Juni 2017, 11:00 Uhr  |
| 6. Spieltag: Mo., 5. Juni 2017, 11:00 Uhr  |
| 7. Spieltag: So., 11. Juni 2017, 11:00 Uhr |

| Mannschaften 2. BL Nord    |
| -------------------------- |
| DTV Hannover (A)           |
| Marienburger SC (N)        |
| LTTC Rot-Weiß Berlin (N)   |
| TC Moers 08 (A)            |
| THC von Horn und Hamm (N)  |
| TC Union Münster (N)       |
| SV Zehlendorfer Wespen (N) |

| Mannschaften 2. BL Süd          |
| ------------------------------- |
| BASF TC Ludwigshafen            |
| TC BW Dresden-Blasewitz (N)     |
| TC Olympia Lorsch               |
| TC Großhesselohe                |
| GW Luitpoldpark München         |
| TC Blau-Weiß Würzburg           |
| TC Blau-Weiß Vaihingen-Rohr (N) |

## 2. Tennis-Bundesliga Nord

### Abschlusstabelle
|     | Mannschaft                 | Begegnungen | Punkte | Matches | Sätze | Spiele  |
| --- | -------------------------- | ----------- | ------ | ------- | ----- | ------- |
| 01. | DTV Hannover (A)           | 6           | 12:00  | 48:6    | 97:15 | 629:293 |
| 02. | Marienburger SC (N)        | 6           | 10:02  | 39:15   | 81:38 | 549:399 |
| 03. | LTTC Rot-Weiß Berlin (N)   | 6           | 08:04  | 30:24   | 67:56 | 501:505 |
| 04. | TC Moers 08 (A)            | 6           | 06:06  | 29:25   | 64:53 | 507:439 |
| 05. | TC Union Münster (N)       | 6           | 04:08  | 22:32   | 49:70 | 449:528 |
| 06. | THC von Horn und Hamm (N)  | 6           | 02:10  | 10:44   | 28:90 | 381:596 |
| 07. | SV Zehlendorfer Wespen (N) | 6           | 00:12  | 11:43   | 28:92 | 330:586 |

### Mannschaftskader
| Pos. | Name                        |
| ---- | --------------------------- |
| 001  | Jana Čepelová               |
| 002  | Jana Fett                   |
| 003  | Patty Schnyder              |
| 004  | Lenka Juríková              |
| 005  | Lourdes Domínguez Lino      |
| 006  | Shaline-Doreen Pipa         |
| 007  | María José Martínez Sánchez |
| 008  | Maria Elena Camerin         |
| 009  | Anna-Lena Grönefeld         |
| 010  | Lena Greiner                |
| 011  | Angelina Wirges             |
| 012  | Alicja Rosolska             |
| 013  | Laura Bente                 |
| 014  | Syna Kayser                 |
| 015  | Anastazja Rosnowska         |
| 016  | Amelie-Christin Janßen      |

| Pos. | Name              |
| ---- | ----------------- |
| 001  | Paula Kania       |
| 002  | Greetje Minnen    |
| 003  | Valeria Savinykh  |
| 004  | Claudia Giovine   |
| 005  | Katharina Lehnert |
| 006  | Katharina Hering  |
| 007  | Mia Eklund        |
| 008  | Linda Prenkovic   |
| 009  | Karolína Stuchlá  |
| 010  | Lenka Kunčíková   |
| 011  | Linn Timmermann   |
| 012  | Frauke Eppert     |
| 013  | Anja Schmidt      |
| 014  | Katja Kamecke     |
| 015  | Lina Grabow       |
| 016  | Meike Simons      |

| Pos. | Name                     |
| ---- | ------------------------ |
| 001  | Nastja Kolar             |
| 002  | Mira Antonitsch          |
| 003  | Ana Savić                |
| 004  | Anica Stabel             |
| 005  | Francesca Stephenson     |
| 006  | Santa Strombach          |
| 007  | Maša Zec Peškirič        |
| 008  | Adelina Krüger           |
| 009  | Emma Gevorgyan           |
| 010  | Nadja Lask               |
| 011  | Camille Gbaguidi         |
| 012  | Stefania Rogozińska Dzik |
| 013  | Lorene Foerste           |
| 014  |                          |
| 015  |                          |
| 016  |                          |

| Pos. | Name                     |
| ---- | ------------------------ |
| 001  | Tara Moore               |
| 002  | Fanny Stollár            |
| 003  | Conny Perrin             |
| 004  | An-Sophie Mestach        |
| 005  | Marina Melnikova         |
| 006  | Michaela Hončová         |
| 007  | Andrea Gámiz             |
| 008  | Emily Webley-Smith       |
| 009  | Patricia Mayr-Achleitner |
| 010  | Nicole Thijssen          |
| 011  | Olga Kalyuzhnaya         |
| 012  | Nina Kruijer             |
| 013  | Suzan Lamens             |
| 014  | Julia Victoria Rennert   |
| 015  | Amanda Hopmans           |
| 016  |                          |

| Pos. | Name                   |
| ---- | ---------------------- |
| 001  | Aleksandrina Najdenowa |
| 002  | Chanel Simmonds        |
| 003  | Melanie Klaffner       |
| 004  | Franziska Etzel        |
| 005  | Manon Kruse            |
| 006  | Andrea Koch-Benvenuto  |
| 007  | Ria Dörnemann          |
| 008  | Deborah Döring         |
| 009  | Andrea Böckmann        |
| 010  | Tina Kötter            |
| 011  | Jana Albers            |
| 012  | Milana Nikitina        |
| 013  | Pia Ziegler            |
| 014  | Emily Hodges           |
| 015  | Margarete Pelster      |
| 016  |                        |

| Pos. | Name              |
| ---- | ----------------- |
| 001  | Gaia Sanesi       |
| 002  | Sandra Roma       |
| 003  | Janna Hildebrand  |
| 004  | Lisa Ponomar      |
| 005  | Johanna Silva     |
| 006  | Jessica Homberg   |
| 007  | Alisa Diercksen   |
| 008  | Marlen Hacke      |
| 009  | Celina Buhr       |
| 010  | Maike Zeppernick  |
| 011  | Yara Stephan      |
| 012  | Stefanie Meyer    |
| 013  | Anna-Marie Faden  |
| 014  | Carolin Roßkothen |
| 015  | Patricia Regel    |
| 016  |                   |

| Pos. | Name               |
| ---- | ------------------ |
| 001  | Vlada Ekshibarova  |
| 002  | Anastasia Kulikova |
| 003  | Svenja Exner       |
| 004  | Laura Kemkes       |
| 005  | Emilia Richter     |
| 006  | Constanze Lotz     |
| 007  | Nina Wellnitz      |
| 008  | Anna-Maria Heil    |
| 009  | Ella Haavisto      |
| 010  | Anabel Arnst       |
| 011  | Marie Höpfner      |
| 012  | Michaela Misch     |
| 013  | Billie König       |
| 014  | Kim Elisa König    |
| 015  | Gemma Loddenkemper |
| 016  |                    |

### Ergebnisse
| Datum/Uhrzeit       | Heimmannschaft         | Gastmannschaft         | Matches | Sätze | Spiele |
| ------------------- | ---------------------- | ---------------------- | ------- | ----- | ------ |
| So., 14. Mai 11:00  | THC von Horn und Hamm  | LTTC RW Berlin         | 0:9     | 3:18  | 76:107 |
| So., 14. Mai 11:00  | TC Union Münster 1     | TC DD Daumann 08 Moers | 1:8     | 3:16  | 56:104 |
| So., 14. Mai 11:00  | SV Zehlendorfer Wespen | Marienburger SC        | 0:9     | 0:18  | 41:110 |
| So., 14. Mai 11:00  | DTV Hannover           | spielfrei              |         |       |        |
| So., 21. Mai 11:00  | TC DD Daumann 08 Moers | THC von Horn und Hamm  | 7:2     | 14:4  | 97:58  |
| So., 21. Mai 11:00  | DTV Hannover           | SV Zehlendorfer Wespen | 9:0     | 18:0  | 108:26 |
| So., 21. Mai 11:00  | LTTC RW Berlin         | TC Union Münster 1     | 6:3     | 14:6  | 97:73  |
| So., 21. Mai 11:00  | Marienburger SC        | spielfrei              |         |       |        |
| Do., 25. Mai 12:00  | Marienburger SC        | LTTC RW Berlin         | 9:0     | 18:3  | 99:55  |
| Do., 25. Mai 12:00  | TC Union Münster 1     | DTV Hannover           | 2:7     | 5:14  | 56:99  |
| Do., 25. Mai 12:00  | SV Zehlendorfer Wespen | THC von Horn und Hamm  | 4:5     | 9:13  | 71:95  |
| Do., 25. Mai 12:00  | TC DD Daumann 08 Moers | spielfrei              |         |       |        |
| So., 28. Mai 11:00  | LTTC RW Berlin         | SV Zehlendorfer Wespen | 8:1     | 17:5  | 99:61  |
| So., 28. Mai 11:00  | THC von Horn und Hamm  | Marienburger SC        | 2:7     | 5:15  | 66:107 |
| So., 28. Mai 11:00  | TC DD Daumann 08 Moers | DTV Hannover           | 1:8     | 4:16  | 66:105 |
| So., 28. Mai 11:00  | TC Union Münster 1     | spielfrei              |         |       |        |
| Sa., 3. Juni 11:00  | TC Union Münster 1     | Marienburger SC        | 3:6     | 8:13  | 79:89  |
| Sa., 3. Juni 11:00  | DTV Hannover           | THC von Horn und Hamm  | 9:0     | 18:0  | 110:35 |
| Sa., 3. Juni 11:00  | LTTC RW Berlin         | TC DD Daumann 08 Moers | 6:3     | 13:7  | 94:86  |
| Sa., 3. Juni 11:00  | SV Zehlendorfer Wespen | spielfrei              |         |       |        |
| Mo., 5. Juni 11:00  | Marienburger SC        | DTV Hannover           | 2:7     | 4:14  | 61:97  |
| Mo., 5. Juni 11:00  | THC von Horn und Hamm  | TC Union Münster 1     | 1:8     | 3:16  | 51:104 |
| Mo., 5. Juni 11:00  | TC DD Daumann 08 Moers | SV Zehlendorfer Wespen | 7:2     | 15:4  | 93:43  |
| Mo., 5. Juni 11:00  | LTTC RW Berlin         | spielfrei              |         |       |        |
| So., 11. Juni 11:00 | Marienburger SC        | TC DD Daumann 08 Moers | 6:3     | 13:8  | 83:61  |
| So., 11. Juni 11:00 | DTV Hannover           | LTTC RW Berlin         | 8:1     | 17:2  | 110:49 |
| So., 11. Juni 11:00 | SV Zehlendorfer Wespen | TC Union Münster 1     | 4:5     | 10:11 | 88:81  |
| So., 11. Juni 11:00 | THC von Horn und Hamm  | spielfrei              |         |       |        |

## 2. Tennis-Bundesliga Süd

### Abschlusstabelle
|     | Mannschaft                      | Begegnungen | Punkte | Matches | Sätze | Spiele  |
| --- | ------------------------------- | ----------- | ------ | ------- | ----- | ------- |
| 01. | BASF TC Ludwigshafen            | 6           | 10:02  | 38:16   | 81:42 | 567:404 |
| 02. | TC Großhesselohe                | 6           | 08:04  | 36:18   | 74:48 | 511:458 |
| 03. | TC Olympia Lorsch               | 6           | 08:04  | 29:25   | 71:58 | 526:436 |
| 04. | TC BW Dresden-Blasewitz (N)     | 6           | 06:06  | 27:27   | 62:62 | 484:495 |
| 05. | TC Blau-Weiß Vaihingen-Rohr (N) | 6           | 06:06  | 25:29   | 58:68 | 492:516 |
| 06. | GW Luitpoldpark München         | 6           | 04:08  | 24:30   | 57:65 | 457:488 |
| 07. | TC Blau-Weiß Würzburg           | 6           | 00:12  | 10:44   | 31:91 | 350:590 |

### Mannschaftskader
| Pos. | Name                   |
| ---- | ---------------------- |
| 001  | Alla Kudryavtseva      |
| 002  | Tadeja Majerič         |
| 003  | Andreea-Christina Mitu |
| 004  | Tereza Mrdeža          |
| 005  | Katharina Hobgarski    |
| 006  | Julia Wachaczyk        |
| 007  | Ysaline Bonaventure    |
| 008  | Alice Balducci         |
| 009  | Nora Niedmers          |
| 010  | Adrijana Lekaj         |
| 011  | Selina Dal             |
| 012  | Natalia Siedliska      |
| 013  | Sina Haas              |
| 014  | Sarah Nikocevic        |
| 015  | Dana Heimen            |
| 016  |                        |

| Pos. | Name                  |
| ---- | --------------------- |
| 001  | Jesika Malečková      |
| 002  | Valentyna Ivakhnenko  |
| 003  | Jacqueline Cabaj Awad |
| 004  | Fanny Östlund         |
| 005  | Cornelia Lister       |
| 006  | María Irigoyen        |
| 007  | Pernilla Mendesová    |
| 008  | Verena Meliss         |
| 009  | Lena Hofmann          |
| 010  | Julita Saner          |
| 011  | Isabella Pfennig      |
| 012  | Melanie Hafner        |
| 013  | Julia Wagner          |
| 014  | Katharina Schöttl     |
| 015  | Carolin Himmel        |
| 016  | Christin Kaupper      |

| Pos. | Name                    |
| ---- | ----------------------- |
| 001  | Sopia Schapatawa        |
| 002  | Nicoleta Dascălu        |
| 003  | María Teresa Torró Flor |
| 004  | Kimberley Zimmermann    |
| 005  | Oana Georgeta Simion    |
| 006  | Sandra Samir            |
| 007  | Sandra Zaniewska        |
| 008  | Imke Schlünzen          |
| 009  | Andreea Amalia Rosca    |
| 010  | Raluca Olaru            |
| 011  | Kajsa Rinaldo Persson   |
| 012  | Charlotte Römer         |
| 013  | Francesca Sella         |
| 014  | Lisa Brinkmann          |
| 015  | Tatjana Stoll           |
| 016  | Giulia Sussarello       |

| Pos. | Name                     |
| ---- | ------------------------ |
| 001  | Isabella Schinikowa      |
| 002  | Tereza Smitková          |
| 003  | Irina Bara               |
| 004  | Alexandra Cadanțu        |
| 005  | Miriam Kolodziejová      |
| 006  | Zuzana Zálabská          |
| 007  | Emily Welker             |
| 008  | Nikola Horakova          |
| 009  | Estella Jäger            |
| 010  | Marlene Herrmann         |
| 011  | Lina Lächler             |
| 012  | Christina Schöner        |
| 013  | Gina Isabell Trautvetter |
| 014  | Sarah-Maria Richter      |
| 015  | Laura Kretzschmar        |
| 016  | Lina Kunert              |

| Pos. | Name                     |
| ---- | ------------------------ |
| 001  | Mihaela Buzărnescu       |
| 002  | Alena Fomina             |
| 003  | Yvonne Cavalle-Reimers   |
| 004  | Tereza Malikova          |
| 005  | Mariana Dražić           |
| 006  | Almudena Sanz-Llaneza    |
| 007  | Tatiana Búa              |
| 008  | Oana Gavrilă             |
| 009  | Emily Seibold            |
| 010  | Carmen Schultheiss       |
| 011  | Eden Sophie Schlagenhauf |
| 012  | Fabienne Holz            |
| 013  | Jana Knaab               |
| 014  | Solveigh König           |
| 015  | Hannah Hoffmann          |
| 016  | Konstantina Stavraki     |

| Pos. | Name                 |
| ---- | -------------------- |
| 001  | Julia Grabher        |
| 002  | Dia Ewtimowa         |
| 003  | Anastasia Zarycká    |
| 004  | Julia Thiem          |
| 005  | Jade Lewis           |
| 006  | Eva-Marie Voracek    |
| 007  | Daniela Kix          |
| 008  | Ana Jovanović        |
| 009  | Oana Danescu         |
| 010  | Verena Gantschnig    |
| 011  | Michaela Niedermeier |
| 012  | Julia Rehberg        |
| 013  | Annika Pschorr       |
| 014  | Nicole Gadient       |
| 015  | Isabel Blazevic      |
| 016  | Marita Mannert       |

| Pos. | Name                      |
| ---- | ------------------------- |
| 001  | Lina Gjorcheska           |
| 002  | Tena Lukas                |
| 003  | Cristina Ene              |
| 004  | Irene Burillo Escorihuela |
| 005  | Ellen Allgurin            |
| 006  | Beatriz García Vidagany   |
| 007  | Andrea Plecita            |
| 008  | Anne Knüttel              |
| 009  | Anna Uljanov              |
| 010  | Aline Staudt              |
| 011  | Giulietta Boha            |
| 012  | Stefanie Fetzer           |
| 013  | Tereza Schmidova          |
| 014  | Nora Hristovska           |
| 015  | Louise Assaad             |
| 016  | Kathrina Heil             |

### Ergebnisse
| Datum/Uhrzeit       | Heimmannschaft               | Gastmannschaft               | Matches | Sätze | Spiele |
| ------------------- | ---------------------------- | ---------------------------- | ------- | ----- | ------ |
| So., 14. Mai 11:00  | TC Weiß-Blau Würzburg        | TC BW Vaihingen/Rohr 1       | 02:07   | 08:14 | 76:88  |
| So., 14. Mai 11:00  | BW DD Blasewitz              | GW Luitpoldpark München      | 06:03   | 13:07 | 96:63  |
| So., 14. Mai 11:00  | BASF TC Ludwigshafen 1       | TC Olympia Lorsch            | 04:05   | 11:12 | 86:85  |
| So., 14. Mai 11:00  | Büschl Team TC Großhesselohe | spielfrei                    |         |       |        |
| So., 21. Mai 11:00  | TC Weiß-Blau Würzburg        | BASF TC Ludwigshafen 1       | 02:07   | 06:14 | 74:100 |
| So., 21. Mai 11:00  | GW Luitpoldpark München      | Büschl Team TC Großhesselohe | 01:08   | 04:16 | 66:103 |
| So., 21. Mai 11:00  | TC BW Vaihingen/Rohr 1       | BW DD Blasewitz              | 05:04   | 13:10 | 92:79  |
| So., 21. Mai 11:00  | TC Olympia Lorsch            | spielfrei                    |         |       |        |
| Do., 25. Mai 12:00  | TC Olympia Lorsch            | TC BW Vaihingen/Rohr 1       | 03:06   | 09:13 | 80:88  |
| Do., 25. Mai 12:00  | BASF TC Ludwigshafen 1       | BW DD Blasewitz              | 07:02   | 14:06 | 99:61  |
| Do., 25. Mai 12:00  | Büschl Team TC Großhesselohe | TC Weiß-Blau Würzburg        | 08:01   | 16:04 | 96:51  |
| Do., 25. Mai 12:00  | GW Luitpoldpark München      | spielfrei                    |         |       |        |
| So., 28. Mai 11:00  | TC Olympia Lorsch            | GW Luitpoldpark München      | 06:03   | 14:08 | 96:66  |
| So., 28. Mai 11:00  | TC BW Vaihingen/Rohr 1       | BASF TC Ludwigshafen 1       | 03:06   | 07:12 | 75:89  |
| So., 28. Mai 11:00  | BW DD Blasewitz              | Büschl Team TC Großhesselohe | 06:03   | 14:07 | 100:76 |
| So., 28. Mai 11:00  | TC Weiß-Blau Würzburg        | spielfrei                    |         |       |        |
| Sa., 3. Juni 11:00  | GW Luitpoldpark München      | TC BW Vaihingen/Rohr 1       | 06:03   | 13:07 | 90:75  |
| Sa., 3. Juni 11:00  | Büschl Team TC Großhesselohe | TC Olympia Lorsch            | 07:02   | 15:07 | 89:67  |
| Sa., 3. Juni 11:00  | BW DD Blasewitz              | TC Weiß-Blau Würzburg        | 07:02   | 15:06 | 97:68  |
| Sa., 3. Juni 11:00  | BASF TC Ludwigshafen 1       | spielfrei                    |         |       |        |
| Mo., 5. Juni 11:00  | TC BW Vaihingen/Rohr 1       | Büschl Team TC Großhesselohe | 01:08   | 04:16 | 74:102 |
| Mo., 5. Juni 11:00  | BASF TC Ludwigshafen 1       | GW Luitpoldpark München      | 07:02   | 15:07 | 93:64  |
| Mo., 5. Juni 11:00  | TC Weiß-Blau Würzburg        | TC Olympia Lorsch            | 03:06   | 07:14 | 56:101 |
| Mo., 5. Juni 11:00  | BW DD Blasewitz              | spielfrei                    |         |       |        |
| So., 11. Juni 11:00 | GW Luitpoldpark München      | TC Weiß-Blau Würzburg        | 09:00   | 18:00 | 108:25 |
| So., 11. Juni 11:00 | Büschl Team TC Großhesselohe | BASF TC Ludwigshafen 1       | 02:07   | 04:15 | 45:100 |
| So., 11. Juni 11:00 | TC Olympia Lorsch            | BW DD Blasewitz              | 07:02   | 15:04 | 97:51  |
| So., 11. Juni 11:00 | TC BW Vaihingen/Rohr 1       | spielfrei                    |         |       |        |